# 懷特沃特鎮區 (印地安納州富蘭克林縣)
懷特沃特鎮區（英語：Whitewater Township）是位於美國印地安納州富蘭克林縣的一個行政鎮區。

## 地方資料
根據2010年美國人口普查的數據，懷特沃特鎮區的面積為91.20平方千米，當中陸地面積為90.60平方千米，而水域面積為0.60平方千米。當地共有人口1684人，而人口密度為每平方千米18.46人。